# Железняк, Моисей Исаакович
Моисе́й Исаа́кович Железня́к (1893, Бердичев — 1945, Караганда) — советский инженер, куратор секретной операции по организации вольфрамового производства в СССР.

## Биография
Родился в многодетной мелкобуржуазной еврейской семье, учился в школе, с 1904 по 1911 год занимался в Бердичевском коммерческом училище. В дальнейшем он получил инженерное образование: в 1911—1913 годах он слушал курс в Институте электротехники и прикладной механики в Нанси (Франция), в 1915—1918 годах — в Рижском и в 1919—1920 годах — в Иваново-Вознесенском политехническом институтах. Последний он окончил с отличием по специальности «инженер-технолог».
В перерыве между учебой в 1914—1915 годах он некоторое время был вольноопределяющимся в царской армии (9-й пехотный стрелковый полк), с января по апрель 1920 года Железняк служил делопроизводителем в Красной армии.
В январе 1920 года он вступил кандидатом в члены РКП(б), но уже в 1921 году был исключен из партии. Кроме происхождения причиной исключений могло послужить то обстоятельство, что 1917 году Железняк некоторое время состоял в Бунде. Вторично вступить в партию ему удалось в 1932 году.
Жена — Ольга Железняк, стоматолог. Дочь — Индебор Моисеевна Железняк. Сын — Рустем Моисеевич Железняк, погиб во время Великой Отечественной войны.

### Профессиональная деятельность
Сразу после окончания гражданской войны Железняк поступил на службу в МКЖД на должность инженера технического отдела, но уже в мае 1921 году ушёл в журналистику. Ему удается получить работу в газете «Труд» — хроникером по освещению профдвижения заграницей. В октябре 1922 года Железняк снова сменил место работы и пришёл в систему Главэлектро ВСНХ — сначала завотделом учета и статистики, затем на другие ответственные инженерные должности.
Переход Железняка на работу в Главэлектро во многом связан с протекцией его родственника, дяди его жены Давида Александровича Петровского — известного деятеля Коминтерна 1920-х годов. Петровский в 1922 году лично рекомендовал его на работу в Главэлектро. 16 марта 1925 года Железняк был отправлен Главэлектро ВСНХ на Баскаковский Кабельный завод в качестве инженера по протяжке вольфрамовой нити. Он также приглашает работать в Москву немецких рабочих Вилли Коха и Франца Гайслера, уволенных с берлинского завода Osram за коммунистическую пропаганду. М. С. Железняк привлекает их к работе в лаборатории, занимающейся проблемой изготовления вольфрамовой нити для лампы накаливания.
С октября 1928 года он занимал пост начальника производства в вольфрамовом отделе Электрозавода.
Из письма М. И. Железняка бывшему директору Электрозавода, Председателю СНК РСФСР Н. А. Булганину:

16 марта 1925 г. я был откомандирован Главэлектро ВСНХ на Баскаковский Кабельный завод в качестве инженера по протяжке вольфрамовой нити. Сначала по поручению Председателя Правления ЭТЦР Уханова К. В., затем по Вашему поручению я вел секретную переписку в течение 1925—1927 гг. касательно производства вольфрама на заводе «Осрам» в Берлине и имел под своим наблюдением прибывших к нам на работу немецких рабочих… чтобы изучить новое для меня дело вольфрама и сдвинуть его с мёртвой точки.

В 1932 году инженера Железняка приняли в ряды ВКП(б). Одну из рекомендаций для вступления в ВКП(б) по его просьбе дал ему А. З. Гольцман, к тому времени уже ушедший из системы Главэлектро.
В конце 1920 — начале 1930-х годов Железняк тесно общался с немецкими рабочими как на работе, так и в неофициальной обстановке. По воспоминаниям дочери Железняка, со многими прибывшими в СССР в то время немцами её отца связывали приятельские и дружеские чувства. Они были вхожи в его дом и бывали в семье Железняка настолько часто, что даже в 1994 году дочь Железняка без труда вспомнила немецких рабочих Вилли Коха (в СССР — Макс Карлович Шмор), Франца Гайслера (в СССР — Пауль Рудольфович Швейцер) и Ганса Ольриха (в СССР — Рудольф Густавович Мюльберг).

Другое яркое воспоминание детства и юности — постоянная открытость, гостеприимство нашей квартиры. Дело в том, что нам в конце 1920-х гг. дали квартиру в одном из первых домов Электрозавода, построенном как раз напротив его проходной. Поэтому у нас постоянно были знакомые отца, заходившие по пути на работу и с работы, во время обеденного перерыва и в выходные. Они обедали с нами, нередко оставались ночевать, засидевшись с отцом за обсуждением какой-либо производственной проблемы. Постепенно наша квартира превратилась в «филиал его цеха», что, похоже, не очень устраивало нашу мать, зато вполне устраивало отца. Я помню горячую дискуссию между ними по поводу вопроса о замках. Дело в том, что отец считал, что скрывать нам нечего и вообще замки — пережиток, которого он не может допустить в своей квартире. Чем закончилась эта дискуссия, я уже не помню, но впечатление такое, что наша квартира действительно была открыта для любого и в любое время суток.

Железняк поддерживал инициативы немецких рабочих, внимательно прислушивался к их советам, старался максимально использовать их опыт и знания для увеличения производительности. Это стало важной составляющей успехов вольфрамового отдела Электрозавода. В брошюре «Берлинские пролетарии рассказывают», изданной в 1933 году говорилось:

В вольфрамовом цеху работает целый ряд немецких товарищей, которые уже не первый год на Электрозаводе. Они с исключительной энергией помогали при строительстве цеха и в большой степени содействовали организации производства вольфрама.

В конце 1929 — начале 1930 годов, когда шёл активный поиск зарубежных партнёров и происходила закупка необходимого оборудования для нужд завода, Железняка отправили в командировку сначала в США — на фирму «Коллайт Продактс», а затем в Европу, где в составе делегации он посетил фирмы Германии, Голландии, Австрии.

### Арест
4 сентября 1937 года Железняк был арестован НКВД и отправлен в Бутырскую тюрьму. Против Ганса Ольриха, М. И. Железняка и Вилли Коха было сфабриковано групповое дело по обвинению в шпионаже в пользу Германии и контрреволюционной деятельности.
29 декабря 1937 года Кох, Железняк и Ольрих были приговорены ОСО НКВД к 10 годам лагерей каждый за контрреволюционную деятельность. Обвинения в шпионаже в пользу Германии следствию пришлось снять. Приговор был объявлен им в Бутырской тюрьме только 15 января 1938 года. М. И. Железняк был отправлен отбывать срок в Карагандинский лагерь НКВД. Из-за туберкулеза он провел большую часть срока в лагерном лазарете Ухтимлага в Коми АССС, летом 1943 года по директиве НКВД, НКЮ и прокуратуры был выпущен на свободу. Поскольку сам передвигаться Железняк практически не мог, его отправили в Тобольск, где жили его дальние родственники.
Умер от туберкулеза весной 1945 года.
В 1955 году посмертно реабилитирован.

## Память
М. И. Железняк — ключевая фигура в спектакле 2020 года «Красный вольфрам», действие которого происходит на территории «Электрозавода». Спектакль был поставлен научно-производственной группой Москультпрог под руководством историка С. А. Никитина.